# Sònia Moll
Sònia Moll Gamboa (Barcelona, 1974) es una filóloga, poeta y traductora española. 

## Trayectoria
Ha trabajado como profesora de catalán para adultos y como correctora y asesora lingüística. Ganó el premio Jalpí y Julià de narrativa en la categoría juvenil en 1992. Ha publicado un libro juvenil L'últim estrip d'aire (1998), dos libros de poemas, Non si male nunc (2008) y I Déu en algun lloc (2014), y una compilación de prosas poéticas, Creixen malgrat tot les tulipes (2013).
En cuanto a otras colaboraciones, ha publicado varios poemas en el libroLa catalana de lletres 2005 y en la revista de poesía Caravansari. También ha escrito el prólogo del libro de poesía de Marta Pérez i Sierra Dones d'heura (2011).
En el 2012 es ganadora del premio 25 d'abril Vila de Benissa en la modalidad de poesía con la obra Creixen malgrat tot les tulipes. En 2016 ha formado parte del jurado del premio Josep Maria Llompart. 
Alguno de sus poemas han sido musicados por Clara Peya, con quien ha hecho el recital poético Carta blanca.

## Obra
- L'últim estrip d'aire (1998, Barcelona: Cruïlla).
- Non si male nunc (2008, Sant Boi de Llobregat: Viena). Premi Sant Celoni de Poesía 2007.
- Nou de set (autors diversos, 2011) a cargo de Susanna Rafart.
- Creixen malgrat tot les tulipes (2013). Premio de Narrativa corta 25 de abril de Vila de Benissa.
- I Déu en algun lloc (2014, Vic: Cafè Central y Eumo Editorial).

### Traducciones al español
- Y Dios en algún lugar (2017, Barcelona: Godall Edicions).
- La serpiente. Artículos de desobediencia (2019, Barcelona: Godall Edicions).